# Чжан Цзіке
Чжан Цзіке  (кит.: 张 继科, 16 лютого 1988) — китайський настільний тенісист, олімпійський чемпіон.

## Виступи на Олімпіадах
| Олімпіада           | Дисципліна       | Місце |
| ------------------- | ---------------- | ----- |
| Лондон 2012         | одиночний розряд | 1     |
| Лондон 2012         | командний розряд | 1     |
| Ріо-де-Жанейро 2016 | одиночний розряд | 2     |
| Ріо-де-Жанейро 2016 | командний розряд | 1     |